# Fort Ronduit
Fort Ronduit is een polygonaal fort in Naarden gebouwd in de periode 1873-1875 op de restanten van een eerder verdedigingswerk. Het fort diende ter bestrijking van de buitendijkse gronden ten noorden van de vesting van Naarden en  als reduit waar het zijn naam aan te danken heeft.
Het fort ligt ten noorden van de vesting van Naarden en ten zuiden van de toenmalige Zuiderzee. In de 17e eeuw lag op deze plaats al een schans ter bescherming van de haven van Naarden en in 1873-1875 werd het bestaande fort gebouwd. Tussen het fort en de vesting ligt een verbindingswal zodat troepen ongezien door de vijand zich konden verplaatsen.
Het fort is voorzien van een wachthuis bij de ingang en een centraal gelegen bomvrije kazerne. In de bakstenen kazerne waren lokalen voor de manschappen, het verblijf voor de commandant en de officieren en de keuken. In het midden waren magazijnen voor de opslag van munitie. Helemaal links en rechts van het gebouw zijn twee ruimten voor de stalling van het geschut. Het gebouw is aan de frontzijde afgedekt met zand. In de frontmuur van de kazerne en de zandafdekking zijn twee gangen met deuren zodat de manschappen snel de kanonnen in de frontwal konden bereiken. Het fortterrein wordt omgeven door een 25-35 meter brede natte gracht en verbonden met het land door een kraanbrug. Om de gebouwen ligt een hoge aarden wal met plaatsen voor het geschut.
In 1926 werd het fort, tegelijk met de vesting Naarden als vestingwerk opgeheven. Het werd nog gebruikt als opslagplaats voor munitie. In 1986 zijn de gebouwen gerestaureerd.
Het fort maakt deel uit van de Nieuwe Hollandse Waterlinie.

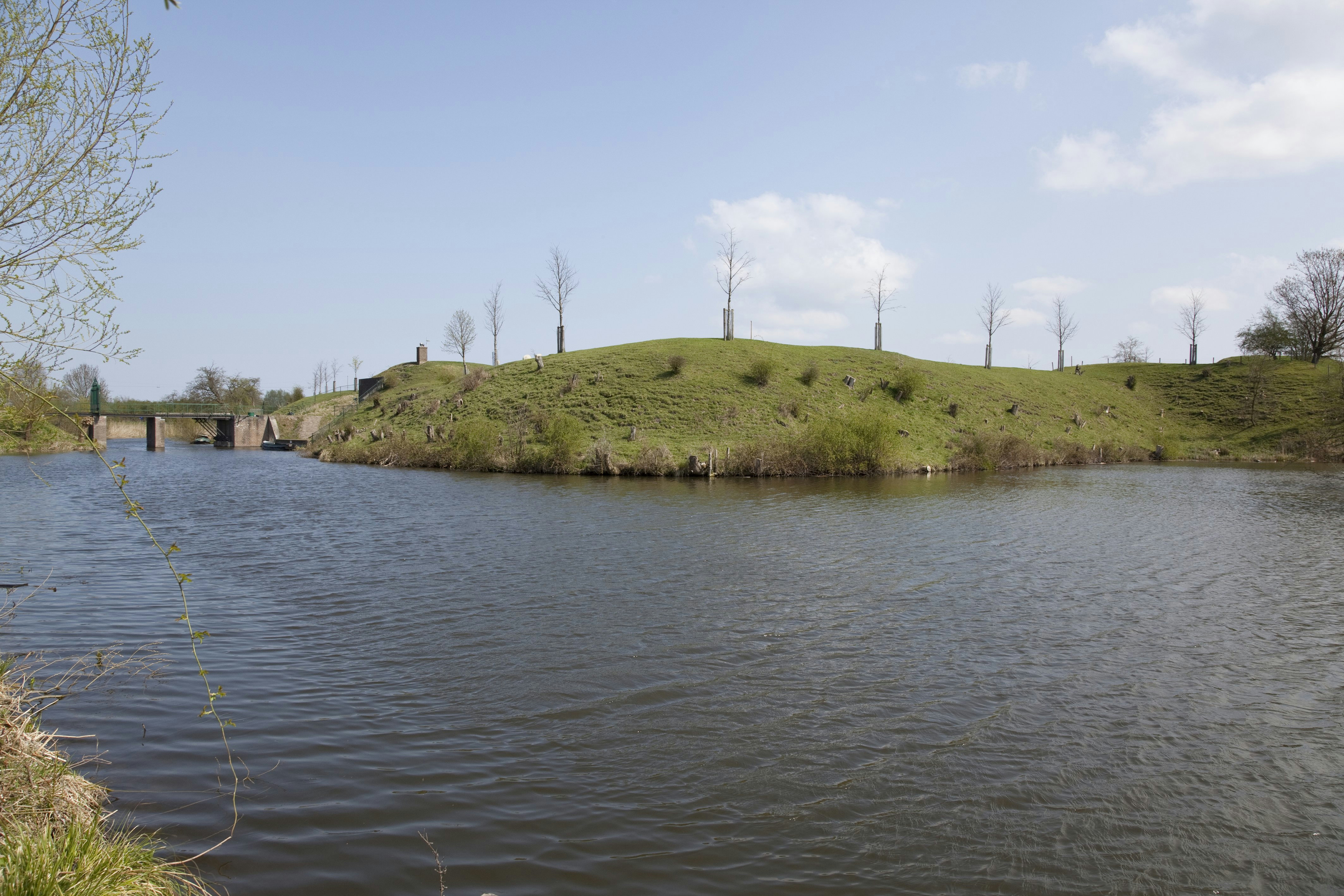
Aanzicht fort vanuit het zuiden, helemaal links de kraanbrug
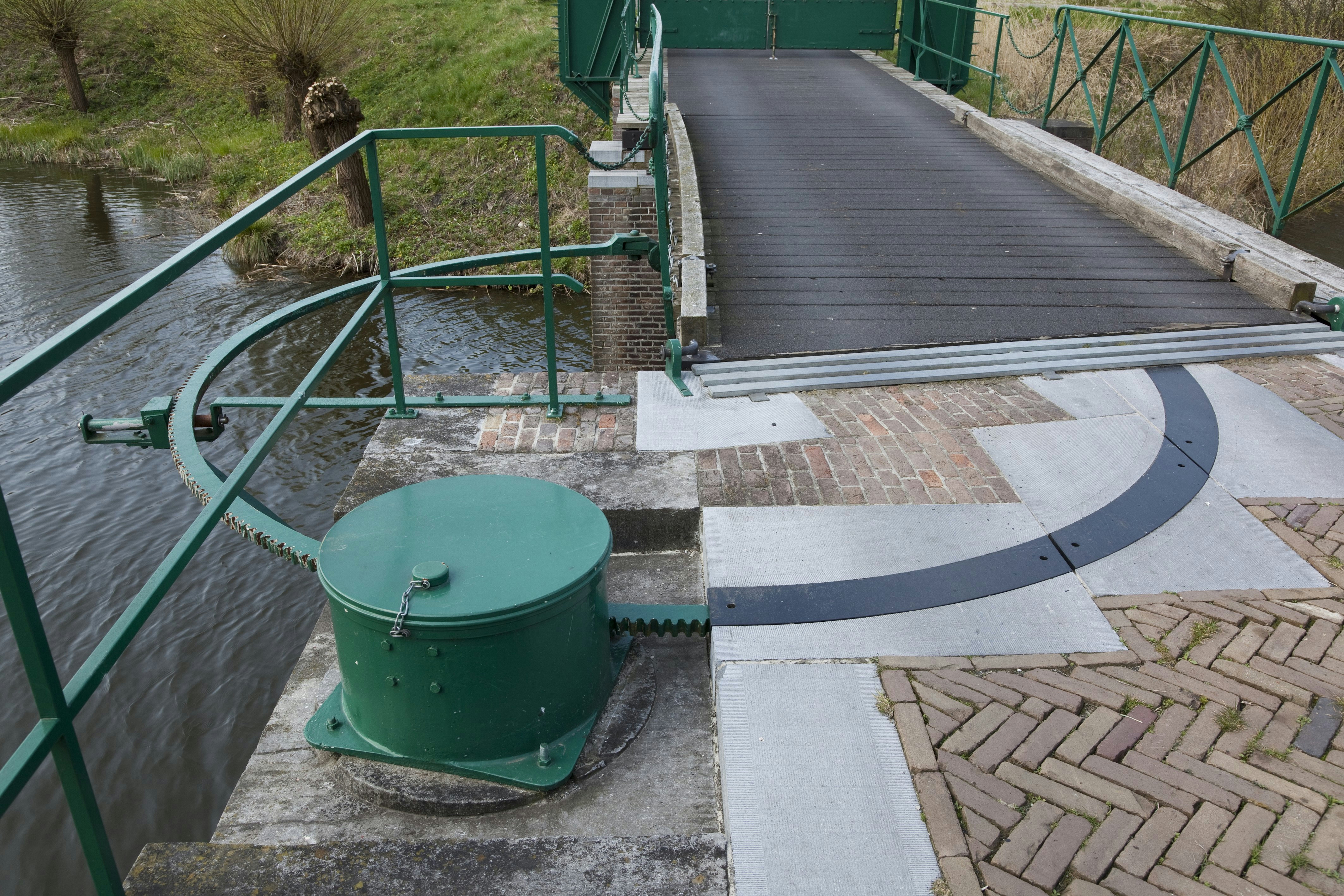
Detail kraanbrug, de trommel van het windwerk
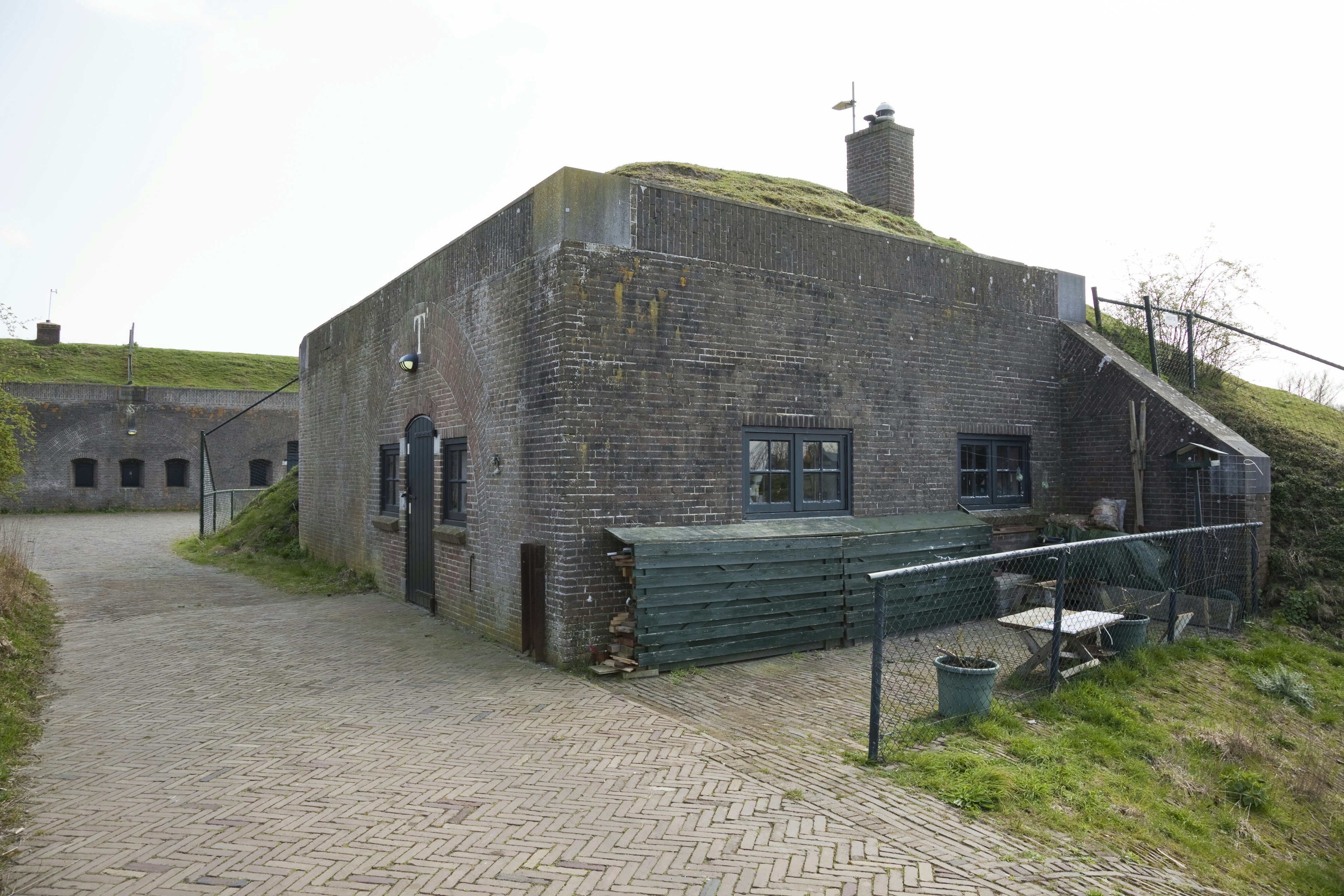
Wachtgebouw, de schietgaten zijn vervangen door ramen
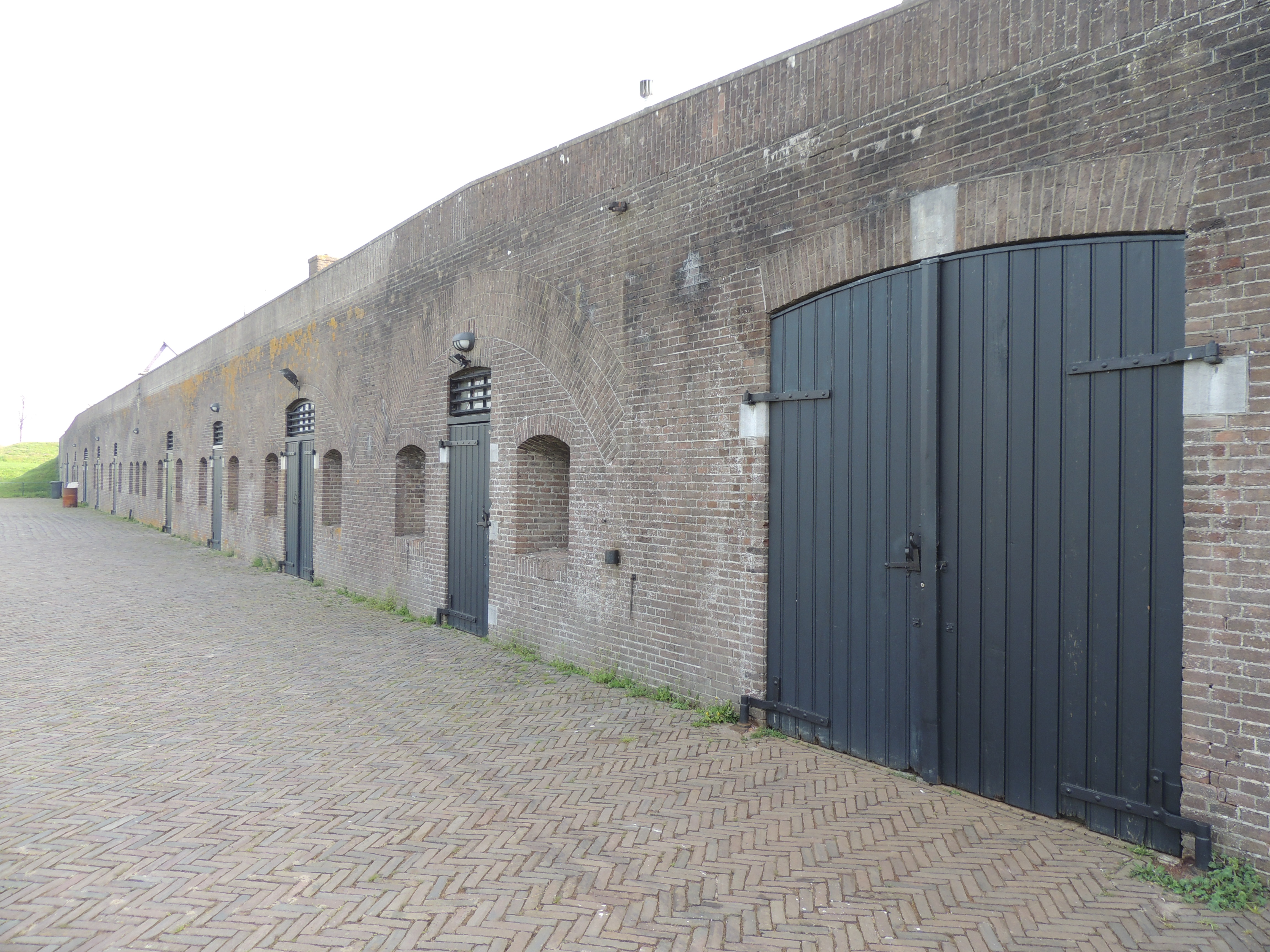
Bakstenen bomvrije kazerne met geheel rechts de grote deuren van de kanonremise
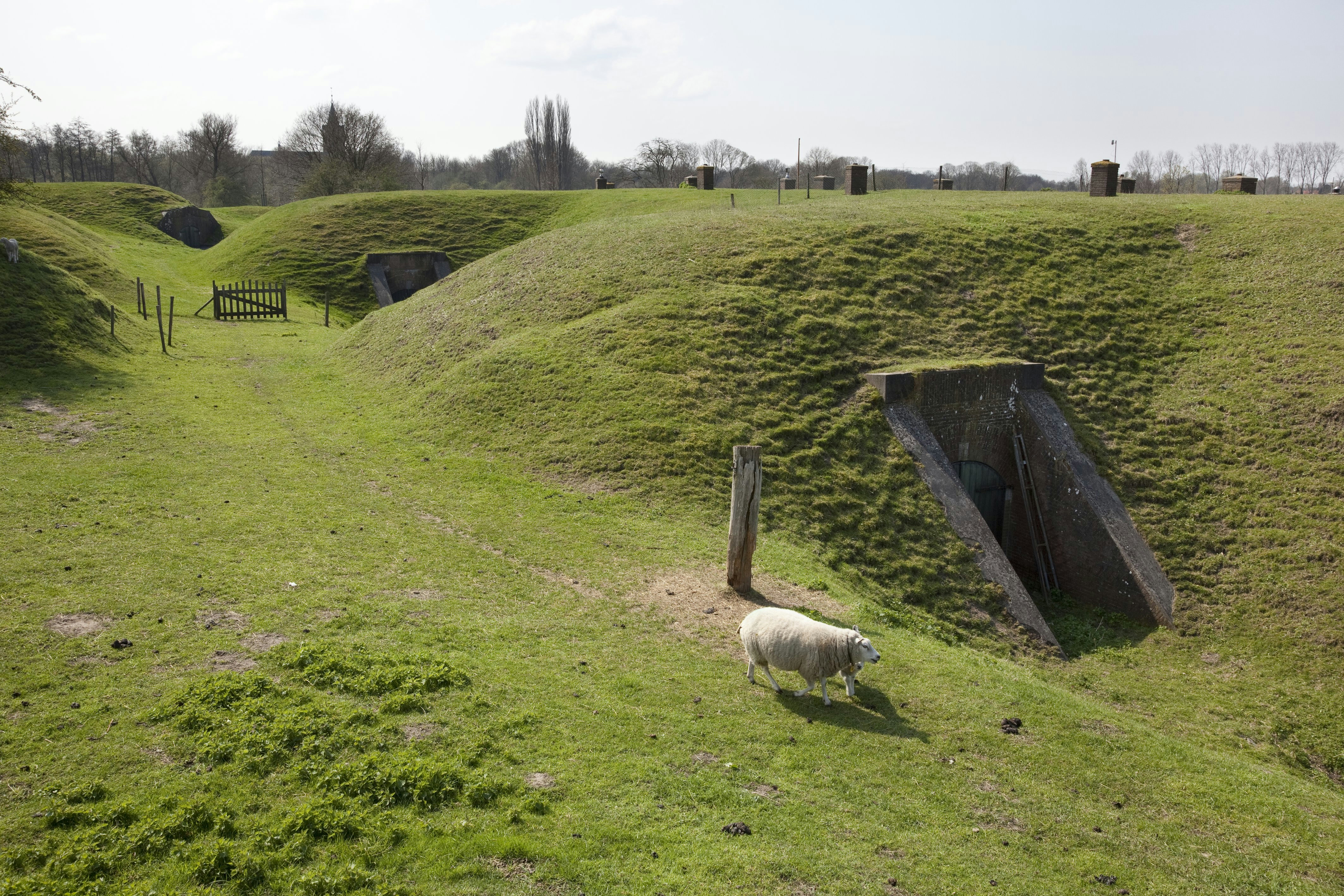
Frontwal met rechts nog twee deuren van de kazerne en een schuilplaats op de achtergrond